# Al-Dschazarī
Al-Dschazarī (eigentlich Badī' az-Zamān Abū l-'Izz ibn Ismā'īl ibn ar-Razzāz al-Dschazarī, arabisch بديع الزمان أبو العز بن إسماعيل الرزاز الجزري) war ein Ingenieur und Autor des 12. und beginnenden 13. Jahrhunderts. Der Namensbestandteil al-Dschazarī ist eine Herkunftsbezeichnung und kann sich auf die Landschaft Dschazira, den nördlichen Teil Mesopotamiens zwischen den Oberläufen von Euphrat und Tigris, oder auf die Stadt Dschazirat Ibn Umar, das heutige Cizre, beziehen. Al-Dschazarī stand nach eigenen Angaben seit 577 H.(1181/1182 n. Chr.) im Dienst einer Nebenlinie der turkmenischen Dynastie der Ortoqiden in der Region Diyār Bakr mit Sitz in Āmid, dem heutigen Diyarbakır.

## Werk

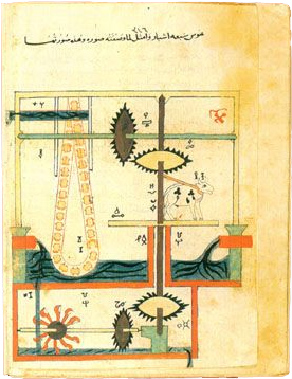
Wasserschöpfwerk des al-Dschazarī aus einer Handschrift aus der ersten Hälfte des 13. Jahrhunderts.

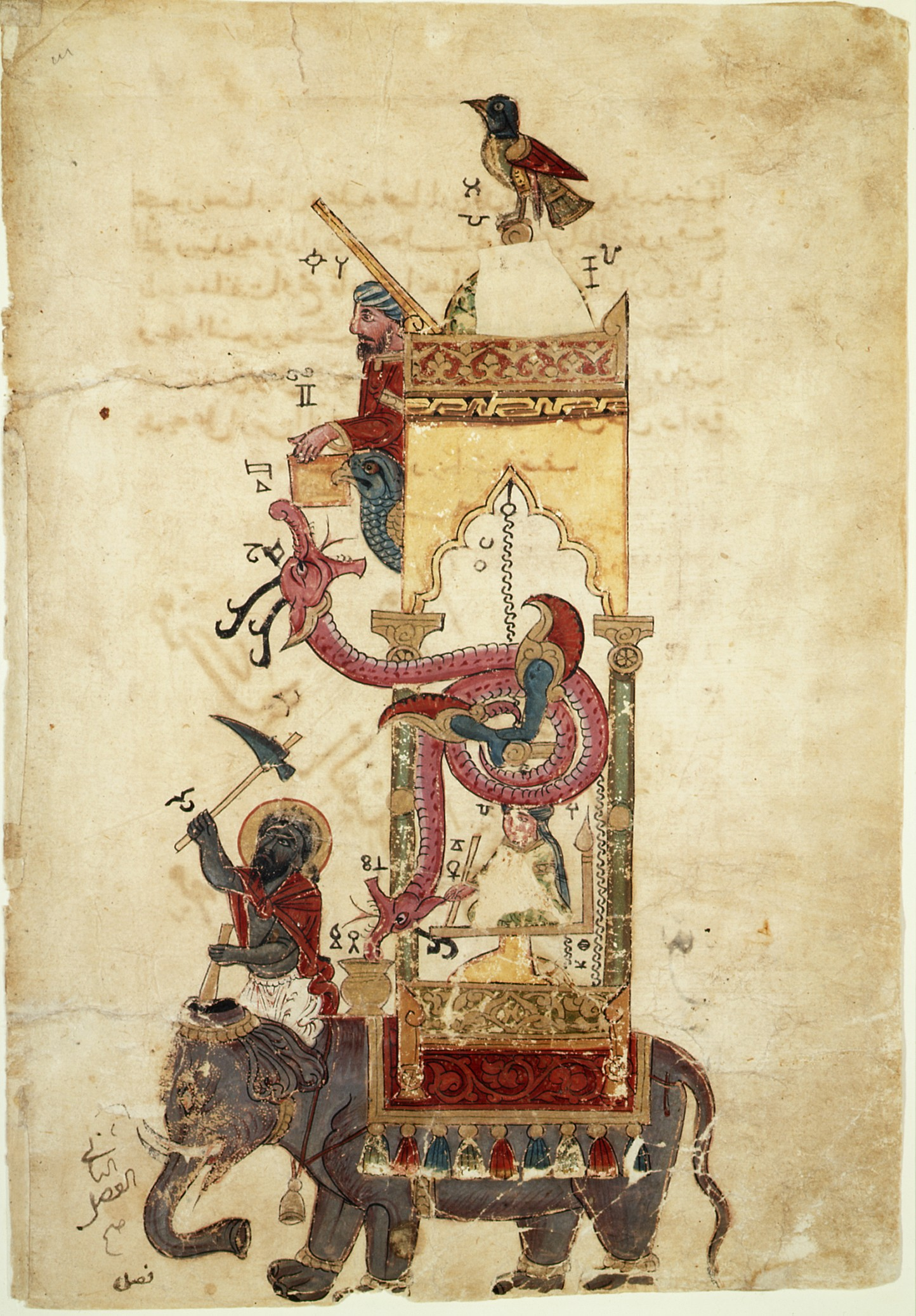
Elefantenuhr des al-Dschazarī aus einer Handschrift um 1315.

Um 1205 verfasste al-Dschazarī sein Werk über mechanische Apparaturen, das Kitāb fī maʿrifat al-ḥiyal al-handasiyya (arabisch كتاب في معرفة الحيل الهندسية ‚Buch des Wissens von sinnreichen mechanischen Vorrichtungen‘), das auch als Automata im westlichen Kulturbereich bekannt wurde. In diesem Werk bekundet er, dass er es für den Herrscher eines Teils der Region Diyār Bakr, den ortoqidischen Prinzen Nāṣir al-Dīn Maḥmūd, geschrieben habe und dass er bereits dessen Vater und Bruder gedient habe.
Das reich illustrierte, sechsteilige Werk enthält Konstruktions- und Funktionsbeschreibungen von Uhren, verschiedenen Gefäßen für Trinkgelage und Aderlass, Brunnen, Schöpfwerken und anderen mechanischen Objekten wie Türen und Türschlössern, aber auch Vermessungsgeräten.
Aus der Einleitung zu seinem Werk lässt sich schließen, dass al-Dschazarī sich in der Tradition des Maschinenbaus im östlichen Mittelmeerraum und im Mittleren Osten von hellenistischen Zeiten bis zu seiner Zeit sah und seine Vorgänger, darunter ein wahrscheinlich in Byzanz wirkender Apollonius, eine Gruppe von Autoren, die als Pseudo-Archimedes bezeichnet werden, die Banū-Mūsā-Brüder, Hibat Allāh b. al-Ḥusayn und Yūnus al-Asturlābī sowie ihm namentlich nicht bekannte Autoren als Vorbilder anerkannte.
Laut Donald Routledge Hill gilt es als gesichert, dass Al-Dschazarī sowie seine Vorgänger, die Gebrüder Banū Mūsā, von deren Erfindungen sein Werk abhängt, wie er in seinem Hauptwerk deutlich erklärt, bis auf bessere Ventile sämtliche Prinzipien und alle technische Grundlagen von der Tradition der griechischen Mechaniker Ktesibios, Philon von Byzanz und Heron von Alexandria übernommen haben. Laut Hill sind die meisten seiner Vorrichtungen Kopien seiner Vorgänger mit nur wenigen Veränderungen oder innovativen Verbesserungen.

## Rezeption
Das Werk erfuhr im arabischen Raum sowie durch Übersetzungen ins Türkische und Persische eine weite Verbreitung. Im Laufe der langen Tradierung des Traktats wurden die Darstellungen dem jeweiligen Zeitgeschmack angeglichen. Donald Routledge Hill legte 1974 eine kommentierte, kritische Übersetzung ins Englische vor, die größtenteils dem Manuskript Graves 27 aus der Bodleian Library der University of Oxford folgt, einer Kopie von 1468 nach einer Kopie von 1341, die als früheste nahezu vollständige Fassung angesehen wird.
Das Kitāb fī maʿrifat al-ḥiyal al-handasiyya gilt als die wichtigste Quelle über den fortschrittlichen Stand der arabischen Technik im Mittelalter. Die Arbeiten dürften auch den Ingenieuren der Renaissance bekannt gewesen sein. So finden sich weitere Entwicklungen davon in den Illustrationen Leonardo da Vincis.
Zahlreiche der beschriebenen Apparaturen sind in neuerer Zeit experimentell rekonstruiert worden und haben sich als funktionsfähig erwiesen. Ein berühmtes Beispiel dafür ist die Elefantenuhr des al-Dschazarī.
Hito Steyerl thematisierte das Werk al-Dschazarīs in ihrer Installation HellYeahWeFuckDie für die Skulptur Projekte 2017 in Münster. Sie stellt darin eine Verbindung zu Aufnahmen von al-Dschazarīs Heimatstadt Cizre, die im türkisch-kurdischen Konflikt weitgehend zerstört wurde, Robotik, künstlicher Intelligenz und der Rolle von Computertechnologie in heutigen Kriegen her.